# リコリス・ピザ
『リコリス・ピザ』（原題: Licorice Pizza）は、2021年公開のアメリカ合衆国の青春映画。製作・脚本・撮影・監督はポール・トーマス・アンダーソン、主演はアラナ・ハイムとクーパー・ホフマン（監督の盟友だったフィリップ・シーモア・ホフマンの息子）が務めた。なお、本作はハイムとホフマンの俳優デビュー作でもある。
本作の原題“Licorice Pizza”は、1969年から1980年代後半にかけてカリフォルニア州南部で店舗を展開していたレコードチェーンの名前から取られたものである。

## ストーリー
1973年、ロサンゼルスのサンフェルナンド・バレー。高校生のゲイリー・ヴァレンタインは俳優としても活動していた。そんなある日、ゲイリーは10歳年上の女性（アラナ・ケイン）と恋に落ちた。
本作は2人が甘酸っぱくも危険な恋を通して成長していく姿を描き出す。

## キャスト
- アラナ・ケイン: アラナ・ハイム - 撮影助手。
- ゲイリー・ヴァレンタイン[注 1]：クーパー・ホフマン - 子役出身の若手俳優。高校生。
- ジャック・ホールデン[注 2]: ショーン・ペン - ベテランのスター俳優。
- レックス・ブラウ: トム・ウェイツ - 映画監督。
- ジョン・ピーターズ: ブラッドリー・クーパー - 映画プロデューサー。
- ジョエル・ワックス（英語版）: ベニー・サフディ - 政治家。
- ゲイル: マーヤ・ルドルフ
- ランス: スカイラー・ギソンド
- マンマ・アニタ: メアリー・エリザベス・エリス（英語版）
- フリスビー・カヒル: デストリー・アリン・スピルバーグ
- マシュー: ジョセフ・クロス
- ブライアン: ネイト・マン（英語版）
- フレッド・グウィン: ジョン・C・ライリー - ハーマン・マンスター（英語版）役の俳優。
- ルシル・ドゥーリトル[注 3]: クリスティーン・エバーソール
- ミスター・ジャック：ジョージ・ディカプリオ
- ミオコ：ユミ・ミズイ
- キミコ：安生めぐみ
- エスティ：エスティ・ハイム
- ダニエル：ダニエル・ハイム
- モルデハイ：モルデハイ・ハイム
- ドナ：ドナ・ハイム

## 製作
2019年11月12日、ポール・トーマス・アンダーソン監督が新作映画を製作に着手しているとの報道があった。2020年8月、ブラッドリー・クーパー、ベニー・サフディ、アラナ・ハイムらの出演が決まった。9月2日、クーパー・ホフマンの起用が発表された。
なお、レオナルド・ディカプリオにも本作への出演オファーが出ていたが、最終的に断られてしまったのだという。
劇中でジョン・ピーターズが「ピーナッツバターのサンドイッチは好きかい」と女の子に尋ねるシーンがあるが、これはピーターズ本人の希望によるものである。監督から「貴方を新作に登場させるつもりだ」と事前に告げられた際、ピーターズはこのシーンを入れることを条件に快諾した。

### 撮影・音楽
本作の主要撮影は『Soggy Bottom』という仮題の下、2020年8月にロサンゼルスで始まり、同年11月に終了した。2021年9月6日、ジョニー・グリーンウッドが本作で使用される楽曲を手掛けるとの報道があった。

## 公開・マーケティング
2019年12月18日、フォーカス・フィーチャーズが本作の全米配給権を獲得したと報じられた。2020年7月17日、メトロ・ゴールドウィン・メイヤーがフォーカス・フィーチャーズから本作の全米配給権を買い取ろうとしているとの報道があった。
2021年9月10日、本作の予告編が2か所の映画館で公開された。その際、本作のタイトルが『Licorice Pizza』であることが判明した。28日、本作のオフィシャル・トレイラーが公開された。

## 作品の評価
Rotten Tomatoesによれば、批評家の一致した見解は「『リコリス・ピザ』ではポール・トーマス・アンダーソン監督が驚くほど快適なギアにシフトし、そのフレッシュな顔ぶれの主演俳優たちからスターとなる可能性のある演技を引き出している。」であり、71件の評論のうち高評価は92%にあたる65件で、平均点は10点満点中8.6点となっている。
Metacriticによれば、35件の評論のうち高評価は33件、賛否混在は2件、低評価はなく、平均点は100点満点中90点となっており、「MUST-SEE（必見）」の評価を得ている。
作中で登場する日本人女性のキャラクターに対して、誇張した日本人アクセントの英語で笑いをとるシーンがあり、これがアジア系差別的な描写であるとして一部のメディアから問題視された。

### 受賞・ノミネート一覧
| 賞                                   | 発表日         | カテゴリ                                | 対象                               | 結果       | Ref.          |
| ------------------------------------ | -------------- | --------------------------------------- | ---------------------------------- | ---------- | ------------- |
| ナショナル・ボード・オブ・レビュー賞 | 2021年12月2日  | 作品賞                                  |                                    | 受賞       | [ 21 ]        |
| ナショナル・ボード・オブ・レビュー賞 | 2021年12月2日  | 監督賞                                  | ポール・トーマス・アンダーソン     | 受賞       | [ 21 ]        |
| ナショナル・ボード・オブ・レビュー賞 | 2021年12月2日  | ブレイクスルー演技賞                    | アラナ・ハイム、クーパー・ホフマン | 受賞       | [ 21 ]        |
| ニューヨーク映画批評家協会賞         | 2021年12月3日  | 脚本賞                                  | ポール・トーマス・アンダーソン     | 受賞       | [ 22 ]        |
| ボストン・オンライン映画批評家協会賞 | 2021年12月11日 | 作品賞                                  |                                    | 2位        | [ 23 ]        |
| ボストン・オンライン映画批評家協会賞 | 2021年12月11日 | アンサンブル演技賞                      |                                    | 受賞       | [ 23 ]        |
| ボストン映画批評家協会賞             | 2021年12月12日 | 主演女優賞                              | アラナ・ハイム                     | 受賞       | [ 24 ]        |
| ボストン映画批評家協会賞             | 2021年12月12日 | アンサンブル演技賞                      |                                    | 受賞       | [ 24 ]        |
| ロサンゼルス映画批評家協会賞         | 2021年12月18日 | 脚本賞                                  | ポール・トーマス・アンダーソン     | 次点       | [ 25 ]        |
| ロサンゼルス映画批評家協会賞         | 2021年12月18日 | 編集賞                                  | アンディ・ジャーゲンセン           | 次点       | [ 25 ]        |
| 全米映画批評家協会賞                 | 2022年1月8日   | 主演女優賞                              | アラナ・ハイム                     | 3位        | [ 26 ]        |
| 全米映画批評家協会賞                 | 2022年1月8日   | 脚本賞                                  | ポール・トーマス・アンダーソン     | 3位        | [ 26 ]        |
| ゴールデングローブ賞                 | 2022年1月9日   | 作品賞 (ミュージカル・コメディ部門)     |                                    | ノミネート | [ 27 ] [ 28 ] |
| ゴールデングローブ賞                 | 2022年1月9日   | 主演男優賞 (ミュージカル・コメディ部門) | クーパー・ホフマン                 | ノミネート | [ 27 ] [ 28 ] |
| ゴールデングローブ賞                 | 2022年1月9日   | 主演女優賞 (ミュージカル・コメディ部門) | アラナ・ハイム                     | ノミネート | [ 27 ] [ 28 ] |
| ゴールデングローブ賞                 | 2022年1月9日   | 脚本賞                                  | ポール・トーマス・アンダーソン     | ノミネート | [ 27 ] [ 28 ] |
| 全米映画俳優組合賞                   | 2022年2月27日  | 助演男優賞                              | ブラッドリー・クーパー             | ノミネート | [ 29 ]        |
| アカデミー賞                         | 2022年3月28日  | 作品賞                                  |                                    | ノミネート | [ 30 ]        |
| アカデミー賞                         | 2022年3月28日  | 監督賞                                  | ポール・トーマス・アンダーソン     | ノミネート | [ 30 ]        |
| アカデミー賞                         | 2022年3月28日  | 脚本賞                                  | ポール・トーマス・アンダーソン     | ノミネート | [ 30 ]        |